# Chimtal (distrikt)
Chimtal (persiska: چمتال) är ett distrikt i Afghanistan.   Det ligger i provinsen Balkh, i den norra delen av landet, 300 kilometer nordväst om huvudstaden Kabul. Administrativ huvudort är Chimtal.
Omgivningarna runt Chimtal är i huvudsak ett öppet busklandskap. Runt Chimtal är det ganska tätbefolkat, med 67 invånare per kvadratkilometer.  I trakten råder ett kallt ökenklimat. Årsmedeltemperaturen i trakten är 20 °C. Den varmaste månaden är juli, då medeltemperaturen är 33 °C, och den kallaste är januari, med 2 °C. Genomsnittlig årsnederbörd är 440 millimeter. Den regnigaste månaden är februari, med i genomsnitt 95 mm nederbörd, och den torraste är juli, med 1 mm nederbörd.